# Knowe of Ramsay

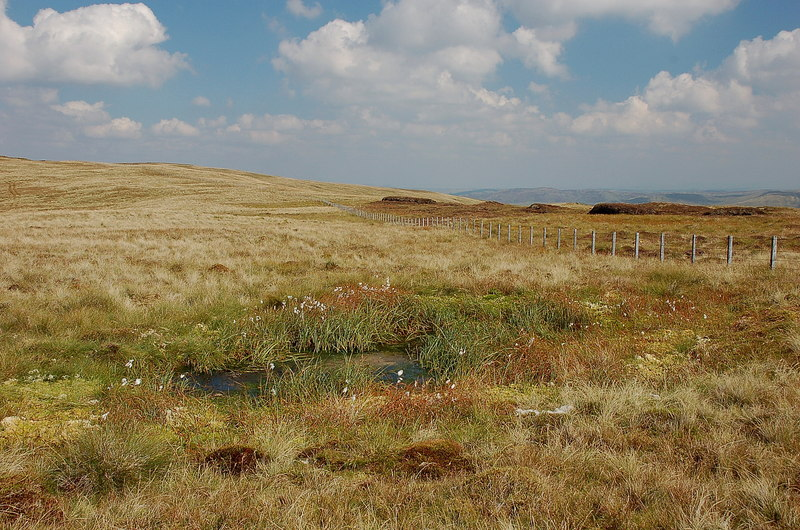
Am Knowe of Ramsay

Der Knowe of Ramsay ist eine Megalithanlage des Orkney-Cromarty Typs (OC). Der Stalled Cairn liegt nahe einer natürlichen Terrassenkante oberhalb der Südküste der Orkney-Insel Rousay in Schottland mit Blick auf den Knowe of Lairo nördlich der Küstenstraße, die im Süden der Insel am Wyre Sound entlang verläuft.
Es ist heute ein grasbewachsener Hügel mit einer Aushöhlung in der Mitte, aus der einige Steinplatten ragen. Er hatte dieses Aussehen bereits, als er gefunden wurde, und vor Beginn der Grabungen im Jahre 1935, durch Walter Gordon Grant da er ausgeraubt und gestört war. Der Nordost-Südwest orientierte Steinhaufen ist etwa 30,0 m lang. Die etwa 4,5 m breite Eingangspassage ist quadratisch. Die Seitenwände sind aus horizontal verlegten Steinen gebildet, die stark verfallen, aber stellenweise bis zu einer Höhe von 1,3 m erhalten waren. Der Gang ist etwa zwei Meter lang und 0,5 m breit, mit einer maximalen Höhe von etwa 0,8 m. Die Kammer ist etwa 27 m lang und zwischen 1,2 und 2,0 m breit. Sie ist in 13 Seitennischenpaaren und eine Kopfnische unterteilt. Diese 27 Nischen stellen die größte je ermittelte Nischenanzahl dar. Die Nischen werden durch in den Raum vorstehende Platten gebildet, die 0,75 bis 1,35 m hoch sind.
Eine kleine Steinkiste wurde in der Nähe der Südwestecke der fünften Nische (vom Eingang aus) gefunden. Die Kammer enthielt sechs kleine Scherben von rötlicher Tonware, einen Schaber und fünf Feuersteinfragmente, sowie zerbrochene, morsche menschliche Knochen und zahlreiche Tierknochen.
Die Überreste eines weiteren Cairns, von dem nur fünf Steine sichtbar sind, befinden sich in der Nähe.
In der Nähe liegen die Anlage von Blackhammer, Knowe of Lairo, der Midhowe Cairn und Taversoe Tuick.